# Окулярник тонкодзьобий
Окулярник тонкодзьобий (Zosterops tenuirostris) — вид горобцеподібних птахів родини окулярникових (Zosteropidae). Ендемік Австралії.

## Опис
Довжина птаха становить 13-14 см, довжина крил становить 6,3-6,9 см. Верхня частина тіла сіро-коричнева. Тім'я, скроні, верхні покривні пера хвоста, надхвістя, махові і стернові пера оливково-зелені. Горло, воло і щоки жовтуваті. Навколо очей білі кільця, райдужки червонуваті. Груди і нижня частина тіла темно-жовті. Боки тьмяно-оливково-коричневі. Нижні покривні пера жовтуваті. Дзьоб довгий, тонкий, дещо вигнутий вниз. Дзьоб і лапи сірі. 

## Поширення і екологія
Тонкодзьобі окулярники є ендеміками острова Норфолк. Вони живуть в субтропічних лісах, переважно в межах Національного парку острова Норфолк.

## Поведінка
Тонкодзьобі окулярники харчуються комахами, плодами і нектаром.

## Збереження
МСОП вважає стан збереження цього виду близьким до загрозливого. За оцінкою дослідників, популяція тонкодзьобих окулярників становить близько 4500 птахів. Популяційний тренд стабільний. 